# Vernonia africana
Vernonia africana là một loài thực vật có hoa trong họ Cúc. Loài này được (Sond.) Druce miêu tả khoa học đầu tiên.